# パラレルワールド
パラレルワールド（Parallel universe, Parallel world）とは、ある世界（時空）から分岐し、それに並行して存在する別の世界（時空）を指す。並行世界、並行宇宙、並行時空とも言われている｡
　そして、「異世界（異界）」、「魔界」、「四次元世界」などとは違い、パラレルワールドは我々の宇宙と同一の次元を持つ。SFの世界の中だけに存在するのではなく、理論物理学の世界でもその存在の可能性について語られる。
パラレルワールドを主題とした作品についてはCategory:パラレルワールドを題材にした作品を参照。

## 概要
「この現実とは別に、もう1つの現実が存在する」というアイディアは、「もしもこうだったらどうなっていたのか」という考察を作品の形にする上で都合がよく、パラレルワールドはSFにおいてポピュラーなアイディアとなっている。
作家の野阿梓は、架空戦記や歴史改変SF作品に見られるような、「もう1つの歴史」を扱う作品と、現実とは異なる次元を扱うパラレルワールドは、SFにおいてはほとんど同じようなものとして扱われてきたとする。その理由として、2つのジャンルはいずれも「あり得るかもしれない世界」を描くことを目指しており、それがSF作家の「究極の夢」だからだと主張する。また、ファンタジー小説の中にも現実を含んだ世界で仮説を述べるというパラレルワールドを扱った小説が登場してきており、認知心理学者の下條信輔は、ファンタジーの基本枠組みそのものとしてパラレルワールドという概念が受容されていると述べている。
また通常「世界線」という言葉は本来、相対性理論で使われる言葉であったが、2010年代以降、ゲーム「シュタインズゲート」の影響で世界線＝パラレルワールドという意味で使われるようになっていった
。

## タイムトラベルとパラレルワールド
タイムトラベルを扱ったフィクションにおいて、タイムパラドックスの解決法としてパラレルワールドが用いられる場合がある。すなわち、タイムトラベルで行き着いた先は実際は現実に酷似したパラレルワールドであり、どの時間軸で歴史を変えようとしても自分がいた元の世界には影響しない。物理学者のデイヴィッド・ドイッチュは、多世界解釈と絡めてパラドックスを解決するモデルを提唱した。

## パラレルワールドは実在するのか
パラレルワールドはSFでよく知られた概念であるだけでなく、実際に物理学（量子力学）の世界でも理論的な可能性が語られている。例えば、量子力学の多世界解釈や田坂広志の「ゼロ・ポイント・フィールド」仮説、宇宙論の「ベビーユニバース」仮説などである。
ヒストリーチャンネルの「ザ・ユニバース～宇宙の歴史～＃34」などでも取り上げられ、理論物理学者、ミチオ・カクらによって解説されている。
ただし、多世界解釈においては、パラレルワールド（他の世界）を我々が観測することは不可能でありその存在を否定することも肯定することも出来ないことで、懐疑的な意見も存在する。
理論的根拠を超弦理論の複数あるヴァージョンの一つ一つに求める考え方も生まれてきている。現在の宇宙は主に正物質、陽子や電子などで構成されているが、反陽子や陽電子などの反物質の存在が微量確認されている。この物質の不均衡は、ビッグバンによって正物質と反物質がほぼ同数出現し、相互に反応してほとんどの物質は消滅したが、正物質と反物質との間に微妙な量のゆらぎがあり、正物質の方がわずかに多かったため、その残りがこの宇宙を構成する物質となり、そのため現在の既知宇宙はほぼ全ての天体が正物質で構成されているのだと説明されている。ビッグバンの過程において、この宇宙以外にも他の宇宙が無数に泡のごとく生じており、他の並行宇宙では、逆に反物質のみから構成される世界が存在するのではないかという仮説も提示されている。